# Vincent Herring
Vincent Herring (Hopkinsville, 1964. november 19. –) amerikai szaxofonos, fuvolás.

## Pályakép
New Yorkban, a Long Island University-n tanult. Ezután a Lionel Hampton Big Band tagjaként az Egyesült Államokban és Európában turnézott. Nat Adderley halála után együttműködött a Cannonball Adderley Legacy Band létrehozásában.
Muzsikustársai: Freddie Hubbard, Dizzy Gillespie, Louis Hayes, Art Blakey and The Jazz Messengers, Horace Silver Quintet, Jack DeJohnette Special Edition, Larry Coryell, Steve Turre, Mingus Big Band (Grammy-díj: 2010), Kenny Barron, Nancy Wilson, Dr. Billy Taylor, Carla Bley, Mike LeDonne, Carl Allen, Ron McClure, John Hicks.

## Lemezek
- 1986/89: American Experience
- 1989: Scene One
- 1990: Evidence
- 1993: Dawnbird
- 1993: Secret Love
- 1994: Folklore: Live at the Village Vanguard
- 1994: Days of Wine & Roses
- 1995: Don' Let It Go
- 1997: Change the World
- 1999: Jobim for Lovers
- 2001: Simple Pleasure
- 2003: All Too Real
- 2004: Mr. Wizard
- 2006: Ends and Means
- 2007: Live at Smoke
- 2010: Morning Star
- 2012: Friendly Fire: Live at Smoke
- 2013: The Uptown Shuffle
- 2015: Night and Day
- 2017: Hard Times
- 2019: Bird at 100
- 2021: Preaching to the Choir